# Le Savetier et le Financier (film 1909)
Le Savetier et le Financier è un cortometraggio muto del 1909 diretto da Louis Feuillade.
Riprende il titolo di una favola di Jean de La Fontaine pubblicata nel 1678.

## Produzione
Il film fu prodotto dalla Société des Etablissements L. Gaumont

## Distribuzione
Distribuito dalla Société des Etablissements L. Gaumont, uscì nelle sale cinematografiche francesi nel luglio 1909.